# Canadair CL-41
Die Canadair CL-41 Tutor ist ein zweisitziges Schulflugzeug mit Strahlantrieb der Royal Canadian Air Force, das von dem kanadischen Hersteller Canadair gefertigt wurde. Die militärische Bezeichnung bei der RCAF ist CT-114 Tutor. Der Erstflug fand am 13. Januar 1960 statt. Es wird zur Anfängerschulung verwendet, aber auch von der kanadischen Kunstflugstaffel Snowbirds geflogen.

## Geschichte und Konstruktion
Die CL-41 ist ein düsengetriebenes zweisitziges Schulflugzeug mit nebeneinander angeordneten Sitzen. Die Maschine ist als Tiefdecker ausgelegt und besitzt ein einziehbares Bugfahrwerk sowie ein T-Leitwerk. Canadair begann die Arbeit an der CL-41 in den späten 1950er Jahren. Mit einem Pratt & Whitney JT12A ausgestattet, startete der Prototyp zu seinen Erstflug am 13. Januar 1960. Die CL-41 wurde schließlich in 212 Exemplaren zwischen 1963 und 1967 gebaut. Im September 1960 bestellte Kanada 190 Exemplare, welche mit einem in Lizenz gebauten General Electric J85-Triebwerk ausgestattet waren. Kanadas Luftwaffe bezeichnet die CL-41 als CT-114 Tutor und verwendete sie bis 2000 für die Pilotenausbildung. 1976 wurde ein umfangreiches Modifikationsprogramm gestartet, um die Avionik zu verbessern sowie  unter dem Rumpf an zwei Aufhängepunkten Zusatztanks anbringen zu können. Malaysia bestellte 1966 20 Exemplare, welche mit sechs Aufhängepunkten unter den Flügeln und einem stärkeren Triebwerk ausgestattet waren. Die in Malaysia als Tebuan (Wespe) bezeichneten Maschinen wurden bis 1986 als Trainer- und Erdkampfflugzeug eingesetzt.

## Varianten
CL-41Zwei Prototypen CF-LTW-X und CF-LTX-X
CL-41AInsgesamt 190 CT-114 für die kanadische Luftwaffe. Hiervon wurden 10 Exemplare mit Rauchgeneratoren und andere Modifikationen für die Snowbirds Kunstflugstaffel ausgestattet.
CL-41G20 Erdkampf- und Schulflugzeuge für die malaysische Luftwaffe.
CL-41REine Maschine (CF-LTX-X) wurde mit dem Bug der CF-104 versehen, um das Radar- und die CF-104/F-104G Avionik zu testen.

## Militärische Nutzer
- Kanada: Luftwaffe
- Malaysia: Luftwaffe

## Technische Daten
| Kenngröße             | Daten (CL-41G-5)                                                                 |
| --------------------- | -------------------------------------------------------------------------------- |
| Besatzung             | 2                                                                                |
| Länge                 | 9,75 m                                                                           |
| Spannweite            | 11,13 m                                                                          |
| Höhe                  | 2,76 m                                                                           |
| Flügelfläche          | 20,44 m²                                                                         |
| Leermasse             | 2.220 kg                                                                         |
| max. Startmasse       | 3.532 kg                                                                         |
| Höchstgeschwindigkeit | 797 km/h                                                                         |
| Dienstgipfelhöhe      | 13.100 m                                                                         |
| Reichweite            | 1520 km                                                                          |
| Triebwerke            | 1 × Orenda J-85 CAN-40 Turbojet (kanadischer Lizenzbau des General Electric J85) |